# Pocahontas
Pocahontas (Virginia, 1595-Londres, 21 de marzo de 1617) fue una nativa americana del siglo XVII además de ser la hija mayor del jefe Powhatan, jefe de la confederación algonquina en Virginia. En lengua algonquina su verdadero nombre era Matoaka, pero se le conocía por su mote Traviesa. Su vida ha sido llevada al cine en varias ocasiones: entre ellas, El nuevo mundo (2005) de Terrence Malick, La leyenda de Pocahontas, de Danièle J. Suissa, y en dos películas de Disney, Pocahontas (1995) y la secuela Pocahontas II (1998). En su última etapa y en sus años de vida, Pocahontas fue conocida y rebautizada como Lady Rebecca Rolfe, y de esta forma dejó de llamarse Pocahontas cuando se casó con John Rolfe. Tuvo un hijo con él, llamado Thomas Rolfe.
Pocahontas falleció a los 20 o 21 años por causas que se desconocen y fue enterrada en la iglesia de San Jorge de Gravesend, Kent, Inglaterra. La ubicación exacta de su tumba se desconoce dado que la iglesia tuvo que ser reconstruida debido a un incendio. 
La historia de esta nativa americana se ha idealizado a lo largo de los años y mucho de lo que se cuenta sobre ella es ficticio. Incluso los relatos que John Smith narró sobre ella han sido refutados por los descendientes de esta.
En 2023 se descubrió que el célebre actor Edward Norton es descendiente de Pocahontas. El actor recibió la noticia en el programa de historia genealógica "Finding Your Roots" de la cadena de televisión pública PBS, presentado por el historiador Henry Louis Gates Jr.

## Biografía
De su infancia se conoce poco, tan solo que su padre era el jefe Powhatan y que su madre (de un grupo tribal vasallo) se llamaba Nonoma Winanuske Matatiske, y quien tras dar a luz a Pocahontas fue expulsada de la tribu, como era común en esa época, falleciendo poco después.

### Relación con John Smith

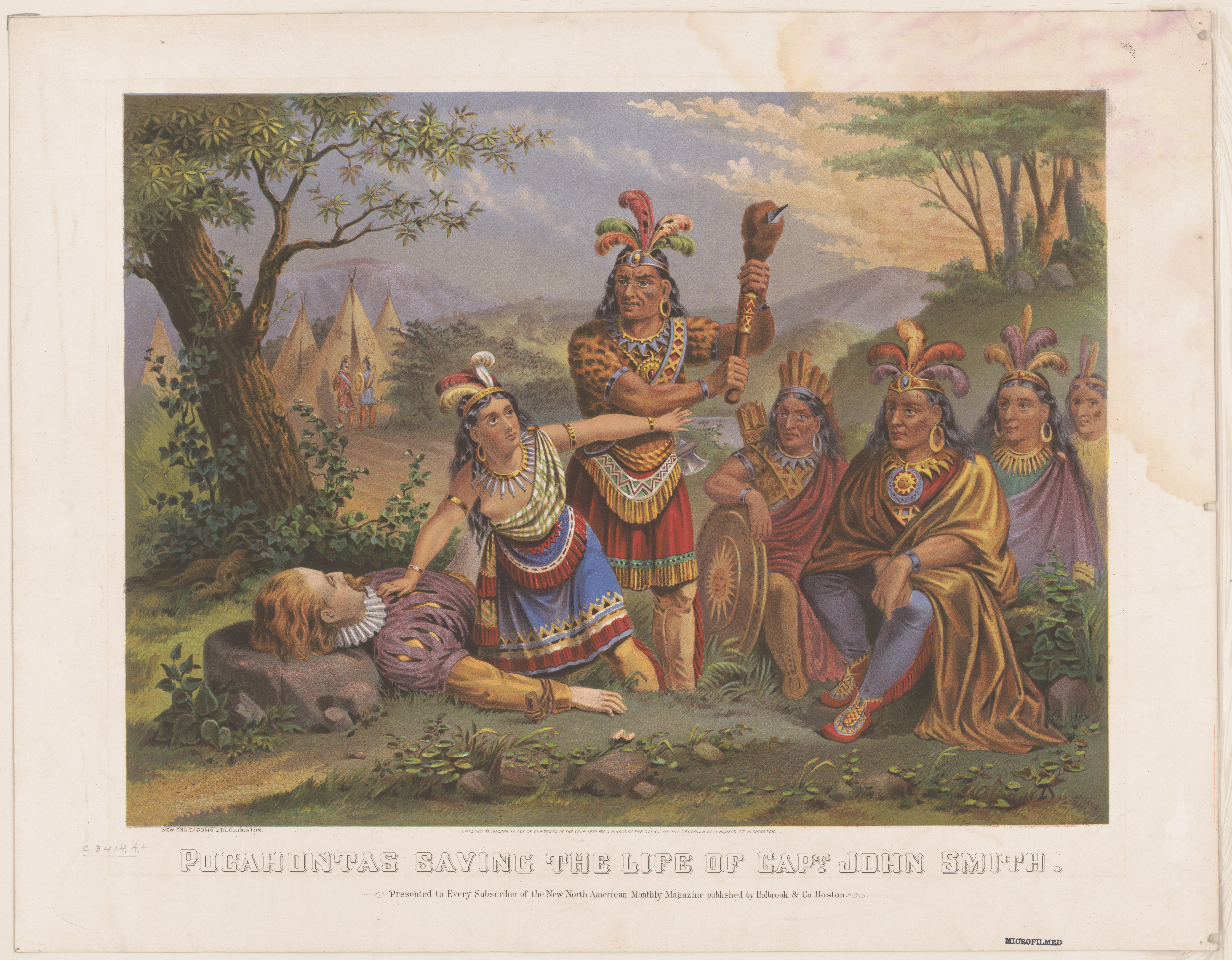
Pintura que representa a Pocahontas salvando la vida de Sir John Smith, expuesta en la Biblioteca del Congreso de Estados Unidos.

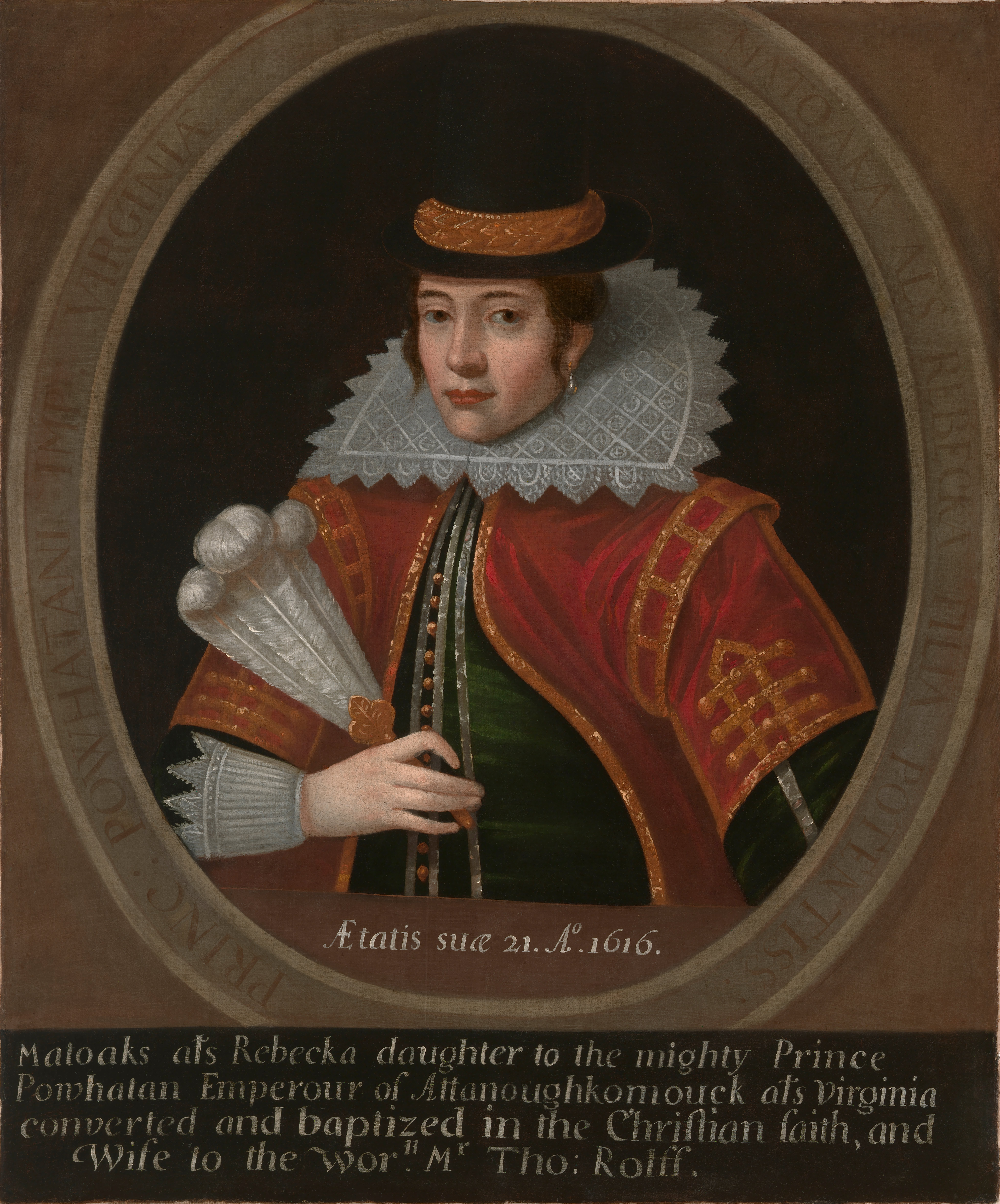
Copia en óleo del único retrato de Pocahontas hecho en vida, un grabado de 1616 realizado en Londres por Simon van de Passe.

En abril de 1607, cuando tenía 11 años, colonos ingleses llegaron al territorio más tarde conocido como Virginia e iniciaron la construcción de una serie de asentamientos en la zona. La tribu liderada por el padre de Pocahontas secuestró al antiguo soldado, esclavo escapado, marinero, y líder de los colonos John Smith, quien fue llevado a una de las villas del Imperio Powhatan llamada Werowocomoco. Cuando Smith estaba a punto de ser ejecutado sobre una piedra, Pocahontas saltó sobre él para protegerle. 
La única versión que hay de los hechos son las aportadas por el propio Smith y desde la década de 1860 se ponen en entredicho tales hechos. Uno de estos motivos es que, a pesar de haber publicado dos libros sobre Virginia, hasta diez años más tarde no se escribió una carta a Ana de Dinamarca, reina de Inglaterra, rogándole que se le diera un trato adecuado a Pocahontas. Se piensa que John Smith habría exagerado o incluso inventado la historia para beneficio de su amiga. Otros expertos sugieren que todo fue una confusión: aunque Smith creyó haber sido salvado, el hecho que presenció fue un ritual en el que se simbolizaba la muerte y el renacimiento como parte de la tribu. En Love and hate in Jamestown, David A. Price opina que es solo una suposición debido a lo poco que se conoce acerca de esta tribu. 
Muchos estudios han especulado que la historia de John Smith de ser salvado de la muerte a manos de Powhatan por su hija Pocahontas se inspiró en la historia del marinero español Juan Ortiz, cautivo durante once años por tribus indígenas (desde 1528 hasta que en 1539 le rescató la expedición de Hernando de Soto) y salvado por la hija del jefe Uzita de la ejecución tras su captura. La traducción de Richard Hakluyt al inglés de Una narración de la expedición de Hernando de Soto a la Florida por el Señor de Elvas fue publicada en Londres en 1609, varios años antes de que John Smith publicara su relato de ser salvado por Pocahontas.
Sea como fuere, este hecho inició una amistad entre ingleses y nativos. Pocahontas, junto a otros niños de la tribu, se acercaban «cada 4 o 5 días a llevarle a Smith tanta provisión que lograron salvar muchas de las vidas que estaban deterioradas por el hambre». Pero los colonos cada vez se extendían más lejos y los nativos americanos empezaron a sentir que sus tierras estaban siendo invadidas, por lo que los conflictos volvieron a surgir.
En 1608, con 13 años, Pocahontas avisó a Smith y los suyos que la invitación que habían recibido por parte de su padre para visitar Werowocomoco era una trampa para matarlos. Un año más tarde, Smith se hirió por una explosión de pólvora y se vio obligado a volver a Inglaterra para recibir cuidados médicos. La versión que dieron a los nativos fue que Smith había sido secuestrado por un pirata francés y había muerto. Versión que Pocahontas creyó hasta que volvió a encontrarse con Smith en Inglaterra, esta vez como la esposa de John Rolfe.
Según William Strachey, Pocahontas se casó antes de 1612 con un guerrero de su tribu llamado Kocoum, sin que se sepa más sobre éste matrimonio.  Sobre un posible romance entre Smith y Pocahontas no hay evidencia histórica concreta, dado que esto solamente aparece en las obras de ficción hechas por productores como Walt Disney, que ficticiamente establece una relación amorosa con Smith.

### La captura
En marzo de 1613, Pocahontas vivía en Passapatanzy, una villa de los Patawomeck, una tribu nativa americana que había hecho tratos con los Powhatan. Cuando los colonos ingleses llegaron allí, descubrieron a Pocahontas y, tras tenderle una trampa, la raptaron. El objetivo era utilizarla como rehén: los powhatan tenían rehenes ingleses y Pocahontas sería su moneda de cambio. Wahunsenacawh soltó a los prisioneros, pero no llegaron a satisfacer a la hora de entregar la cantidad de armas y cargamento. Mientras tanto, Pocahontas esperaba en Henricus, en el moderno condado de Chesterfield. Poco se conoce de su estancia allí, fuentes indígenas relatan que sufrió una depresión tan severa que los ingleses permitieron a su hermana y cuñado que la visitaran. En ese momento, según testimonio de su hermana, Pocahontas relató haber sido violada durante el cautiverio. Al contrario, Ralph Hamor la describió como un extraordinario trato y que un ministro inglés llamado Alexander Whitaker le enseñó acerca del cristianismo y fue bautizada como Rebecca. Fue durante esta etapa en la que aprendió y perfeccionó su inglés. También se dice que Pocahontas quedó embarazada tras la violación, razón por la que fue trasladada a Herico, donde dio a luz a un niño llamado Thomas antes de su matrimonio con Rolfe.
En marzo de 1614 se desató una intensa guerra entre ingleses y nativos. En Matchot, los colonos ingleses tenían varios rehenes nativos y pidieron a Pocahontas que hablara con los de su tribu para llegar a un acuerdo. En ese momento ella decidió que no lo haría, que prefería vivir con los ingleses, pues su padre la valoraba menos que viejas espadas, billetes, monedas y hachas.

### Matrimonio con John Rolfe

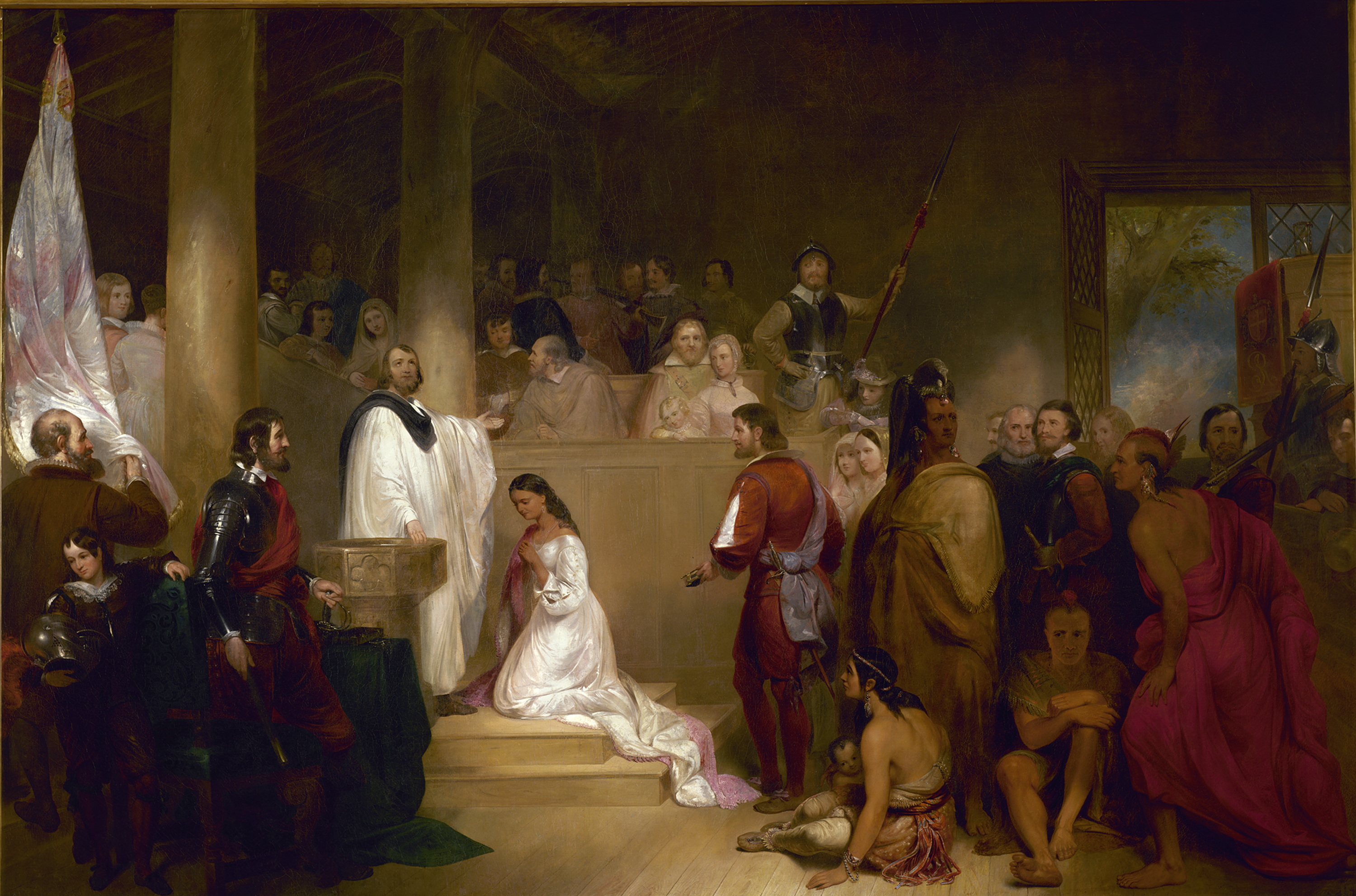
El bautismo de Pocahontas, pintura de John Gadsby Chapman (1840). En ella se muestra a Pocahontas siendo bautizada por Alexander Whiteaker en Jamestown, Virginia, mediante el bautismo anglicano.

Durante su estancia en Henricus, Pocahontas conoció al viudo John Rolfe y este se enamoró de ella. Rolfe, que había cultivado con cierto éxito una nueva variedad de tabaco en Virginia, tenía cierto recelo a casarse con una pagana como Pocahontas, por lo que escribió una carta al gobernador en la que pedía permiso para casarse con ella y que con su amor estaría salvando su alma. Lo que no sabemos es la opinión y los sentimientos que sentía Pocahontas hacia él. La boda tuvo lugar el 5 de abril de 1614 mediante el matrimonio católico y ella pasó a llamarse Lady Rebecca. Vivieron en una de las plantaciones de él y en el 30 de enero de 1615 nació Thomas Rolfe.
Aunque el matrimonio no logró que volvieran los colonos ingleses, sí que creó un clima pacífico entre Jamestown y Powhatan durante algunos años. El mismo hombre que había tildado a Pocahontas de extraordinario trato, decía ahora que «tuvimos un comercio amistoso y no comercializábamos solamente con los Powhatan, sino también con sus súbditos».

### Viaje a Inglaterra
Los patrocinadores de los colonos de Virginia empezaron a tener dificultades para atraer a nuevos colonos e inversores a Jamestown. Por ello usaron a Pocahontas como una evidencia de que «los nativos del Nuevo Mundo podían ser domesticados.»  Aun así, en 1616 la familia Rolfe viajó a Inglaterra y arribaron al puerto de Plymouth el 21 de junio, viajando a Londres por carruaje. Acompañados por un grupo de once nativos, entre ellos Tomocomo, llegaron a la ciudad donde vivía John Smith y donde ella descubrió que él continuaba con vida. Él le escribió una carta a la reina Ana en la que solicitaba que Pocahontas debía ser tratada con el respeto de una visitante de la realeza. Y así fue como Pocahontas y Tomocomo acudieron al Palacio de Whitehall durante el reinado de Jacobo I de Inglaterra en 1616.

### Reencuentro y muerte

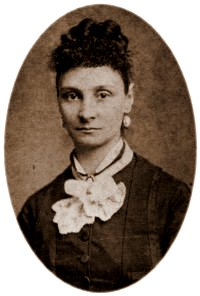
Matoaka Whittle Sims, nacida en 1844 en el Condado de Pittsylvania, Virginia, descendiente de Pocahontas

Tras unos meses, John Smith y Matoaka (Pocahontas) se reencontraron en las calles de Inglaterra pero Matoaka no lo saludó; pocos días después, ella se marchó junto a su familia. Matoaka falleció de una extraña fiebre (se cree que de tuberculosis) con tan sólo 21 años. Su funeral tuvo lugar el 21 de marzo de 1617 en la parroquia de San Jorge, de Gravesend (Kent). Catorce años más tarde murió John Smith.
Se cree que su tumba se encuentra debajo del presbiterio de la iglesia, aunque desde que la iglesia fue destruida por un incendio en 1727, se desconoce el lugar exacto. En 1923, el periodista y activista estadounidense Edward Page Gaston obtuvo permiso para realizar una excavación para recuperar sus restos y repatriarlos a Estados Unidos, pero no encontró nada. En el exterior de la iglesia, existe una estatua de Pocahontas realizada en bronce por el escultor estadounidense William Ordway Partridge.